# ムラジュン (お笑い芸人)
ムラジュン（1986年6月5日 - ）は、日本のお笑い芸人、YouTuber。本名は、村 潤之介（むら じゅんのすけ）。吉本興業所属。富山県富山市出身。

## プロフィール
東京NSC15期生で同期にはおかずクラブ、マテンロウ、横澤夏子などがいる。
趣味はサッカー、アニメ鑑賞、愛犬と遊ぶこと、ファッション。
特技は趣味であるサッカー、歌を歌うこと。

## 来歴
2010年3月
- NSC卒業(東京15期)

2010年8月28日・29日
- 新宿御苑GTFグリーンチャレンジのつどい 2010-ロビンフッド役

2010年8月31日
- お笑いコンビファントム解散

相方:男性ホルモン
2010年9月28日
- お笑いトリオ「てのりタイガー」として渡瀬瑞基と原由貴子と活動開始

2011年4月2日
- 歌って踊れるイケメンユニット「L.A.F.U.」に、2000人以上のオーディションの中から選抜され、ヨシモト∞ホールにてデビュー

2011年11月9日
- メンバーであった原が「渋谷ばちーんんんチャレンジ」を最後に抜け、コンビとして活動を始める。

2016年3月28日
- JUNK∞TIONのJとしてデビュー。担当カラーは赤。Jは村潤之介とはそっくりの人物でＪ個人事務所所属という設定で活動。特徴としては村潤之介とは違い、右目に涙ボクロがある。

2016年5月28日
- NALU-SEE☆のリーダーJUNとしてデビュー。ヴィジュアル担当。メンバーカラーは赤。作詞なども行う。

2016年6月5日
- 村潤之介 聖誕祭を神保町花月で開催

2016年8月
- WEARドラフトにてglamb公認ユーザーになる(2017年1月にて終了）

2016年9月1日
- L.A.F.U.解散

2017年2月4日
- てのりタイガームラジュンのLove Acctually生テレにて配信開始

2017年6月5日
- 村潤之介 聖誕祭2017~ムラジュンのムラジュンによるムラジュンの為のライブ開催

2018年6月2日
- 村潤之介聖誕祭2018～リメンバーJ開催

2020年3月25日
- 「てのりタイガー」のYouTubeチャンネル「Tenori Tiger TV」をリニューアルし、4月から、同チャンネルでは村潤之介のみで活動することを2020年3月25日に投稿した動画で報告した[1]。その後チャンネル名を「SUPER STAR channel」に変更した。

2021年5月5日
- てのりタイガーの解散を発表。

## 人物
富山県にある高級料亭の三兄弟の次男として誕生。臍の緒が絡まっていたため、仮死状態で生まれた。3歳上の兄と2歳下の弟がいる。6月生まれであったことから潤之介と名付けられた。
学生時代は強豪であるサッカー部に所属していた。
レオという犬を飼っていて、溺愛している。twitterやInstagramに度々登場。2007年5月5日大阪生まれである。
洋服が大好きで元々WEARをやっていた。2016年1月に開催された｢てのりクリン｣というフランクリン（現在は解散）とてのりタイガーで隔月で行なっていたトークライブにて｢WEARを毎日更新してメンズランキングで自身の最高記録であった17位を超えて10位以内に入る｣という公言をし、当初はその次のライブまでの予定であったが、自身の目標を達成した現在も毎日更新を続けている。
毎年オリジナルソングを作成していて、単独ライブなどで披露している。「I LOVE YOU FOREVER」「純情」など。
相方がプロレスラーであるため、試合によりコンビでの仕事ができないので、現在は個人での仕事が増えている。
9年以上前から毎日1人以上連絡先を交換するまで帰らないというノルマを自身に課している
2018年9月29日（現地時間28日）、アメリカ・ニューヨークで行われた世界3大バーレスクイベントの『NewYork BurlesqueFestival』に出演。平成ノブシコブシ・吉村崇が中心となり、イシバシハザマ・ハザマ陽平、てのりタイガー・村潤之介の3人によるユニットボーイレスクショー「SAMURAI BOYLESQUE」の演目で招待出演した。アメリカやカナダのパフォーマーが中心の全22組中、アジア勢で唯一の参加となった。

## 出演

### テレビ
- クイズストレート3（2010年11月27日、フジテレビ）
- スター姫さがし太郎（2011年1月22日〜、テレビ東京）
- 王様のブランチ（2011年2月26日、TBSテレビ）
- はなまるマーケット（2011年3月28日、TBSテレビ）
- ワンセグランチボックス（2011年11月3日、NHKワンセグ2）
- 爆笑そっくりものまね紅白歌合戦（2012年2月24日、フジテレビ）
- 爆笑そっくりものまね紅白歌合戦スペシャル（2012年3月24日、フジテレビ）
- 爆笑そっくりものまね紅白歌合戦スペシャル（2013年2月1日、フジテレビ）
- めざましテレビ（2015年3月11日、フジテレビ）
- 女の体当たりリサーチ番組 なぜ？そこ？（2015年7月30日、テレビ朝日）
- センニュウ★感（2015年9月14日、テレビ東京）
- 芸能人デート観察バラエティ「ラブライアー」（2016年1月28日、日本テレビ）
- 芸人報道1時間SP（2016年12月21日、日本テレビ系列）
- ＃ハイ ポール（2017年3月16日、フジテレビ）
- SPORTS ウォッチャー（2017年3月25日、テレビ東京）
- 深夜に発見!新shock感〜一度おためしください〜（2017年4月15日、テレビ東京）
- 指原莉乃&ブラマヨの恋するサイテー男総選挙（2017年7月11日、AbemaTV）
- LIVE is LIFE（2017年7月14日、21日、テレビ埼玉）
- チェンジ3（2017年8月21日、テレビ朝日）
- タカトシのバラエティだろーが！（2017年11月27日、AbemaTV）
- ブラ迷相談部（2018年6月27日、東海テレビ）
- 吉本坂46が売れるまでの全記録（2018年8月15日〜、テレビ東京）
- 特捜警察ジャンポリス（2018年12月8日、テレビ東京）
- 〜ダメ男から学ぶ恋愛学〜ナゼモテ？（2019年4月28日、テレビ朝日）
- TiARY TV（2019年5月5日、12日、26日、6月10日、テレビ神奈川）
- シェアハウスBダッシュ（2019年5月6日、東海テレビ）
- 上田ちゃんネル（2019年6月6日、20日、7月4日、テレ朝チャンネル）
- おかベロ（2019年6月22日、関西テレビ)
- ワンエフ（2019年7月12日、北日本放送）
- いただきハイジャンプ（2019年7月13日、フジテレビ）
- 上田ちゃんネル（2019年7月18日、テレ朝チャンネル）
- 吉本坂46が売れるまでの全記録（2019年10月30日、テレビ東京）
- 前略、西東さん（2019年11月30日、中京テレビ）
- ネタパレ (2020年9月25日、フジテレビ系列)
- そろそろにちようチャップリン (2020年12月12日・12月19日、テレビ東京系列)
- ヒビテンTV (2021年8月-2022年2月)
- ノブコブ吉村のエスケープゲーム (2023年3月28日、HTB)
- ノブコブ吉村のラブヶ原〜世紀の合コン大合戦〜 (2023年4月15日-BSよしもと)
- ヒロミ・指原の恋のお世話始めました (2023年7月20日、AbemaTV)

### 舞台
- L.A.F.U. theatrical performance vol.1(2013年10月16日~20日)-神保町花月-患松本孝幸役
- L.A.F.U. theatrical performance vol.2 ~宇宙ボーイズ漂流記~(2014年3月20日~25日)-神保町花月-レーニン役
- クローゼットZERO(2014年6月17日~22日)-神保町花月-石田晃一役※チーム龍(ダブルキャスト。チーム鷲は細野哲平)
- レンタルしますか？(2014年9月17日~22日)-神保町花月-金子聡役
- ラブ・オール！(2015年5月12日~17日)-神保町花月-立花陽一郎役
- ディメンションチェンジ(2015年8月11日~15日)-神保町花月-遠山心太役【主演】
- ラブ・オール！2nd Season(2015年11月17日~21日)-神保町花月-立花陽一郎役
- キラリ☆白虎隊前編(2015年12月29日-2016年1月4日)-神保町花月-篠田役
- ハピプラ！(2016年1月12日~17日)100点un・チョイス！番外公演vol.1-テアトルBONBON-
- ヤバいよ×2(2016年3月15日~19日)-神保町花月-谷田部純太役【主演】
- さよなら、ムーン。(2016年5月24日~28日)-神保町花月-瀧本宏大役【主演】
- エンドラインは裏切らない(2016年7月5日~9日)-神保町花月-朝比奈蓮役
- ハロウィンに参加したい。だけど、とっても恥ずかしい(2016年10月19日~23日)-神保町花月-アイレイ役
- Pistories(2017年4月12日~4月16日)-神保町花月-市川タモツ、赤瀬川将太、井口雅彦役【主演】
- かいしの成長日記 (2017年5月29日・30日)-赤坂chanceシアター-運営、若手刑事役
- チア☆ヲノコ(2017年7月14~16日)-神保町花月-大前麻人役
- 人狼喜劇(2017年7月23日)-神保町花月-川谷文春役
- 贋作 D坂の殺人事件(2017年8月17~20日)-神保町花月-蕗屋清一郎役
- 私は幸せがとても怖い(2017年9月20~22日)-神保町花月-れいと役【主演】
- 何か見える！！(2018年1月26~28日)-神保町花月-役【主演】
- ダンシング戦国絵巻‐覇王　織田信長‐(2018年3月8~11日)-神保町花月-織田信長役【主演】
- だるま様は転ばない(2018年4月6~8日)-神保町花月-
- 櫻農カプリチオ★櫻ヶ丘農業高校狂想曲★(2018年7月5日)-千本桜ホール-バーのマスター役(日替わりゲスト)
- 機械仕掛けのレジスタンス(2018年7月6日～8日）-神保町花月-ロワ役
- セイテンヘキレキ鬼ヶ島(2019年4月12日～14日）-神保町花月-夜叉丸役【主演】
- 国境の三兄妹(2019年5月31日～6月2日）-神保町花月-
- ダンシング幕末絵巻-疾風の壬生狼-（2019年7月5日～7日）-神保町花月-【主演】
- 最終的に妹が王子様と結婚します(2019年11月29日～12月)-神保町花月-【主演】

### 映画
オムライス - 2011年
人狼処刑ゲーム～たとえ君が狼でも僕は君を守る～ - 2015年

### 生テレ
てのりタイガームラジュンのLove Acctually(2017年2月4日放送開始)
- 第1回(2017年2月4日)ゲスト:猫塾 田辺
- 第2回(2017年2月11日)ゲスト:猫塾田辺
- 第3回(2017年2月14日)ゲスト:猫塾田辺
- 第4回(2017年2月25日)ゲスト:猫塾田辺
- 第5回(2017年3月6日)ゲスト:猫塾田辺
- 第6回(2017年3月15日)ゲスト:二宮亜美(少女交響曲)
- 第7回(2017年3月21日)ゲスト:勝俣瞬馬
- 第8回(2017年3月27日)ゲスト:かいし
- 第9回(2017年4月4日)ゲスト:瀧井あさひ
- 第10回(2017年4月11日)ゲスト:高橋結希
- 第11回(2017年4月23日)ゲスト:二宮亜美(少女交響曲)、てらうちほの(少女交響曲)
- 第12回(2017年4月26日)ゲスト:ゲラゲラ星人
- 第13回(2017年5月12日)ゲスト:野澤輸出
- 第14回(2017年6月3日)ゲスト:小野竜輔
- 第15回(2017年6月10日)ゲスト:ピスタチオ (お笑いコンビ)伊地知大樹
- 第16回(2017年6月14日)ゲスト:山村茜
- 第17回(2017年6月17日)
- 第18回(2017年6月28日)
- 第19回(2017年6月28日)※当日2回に分けて放送
- 第20回(2017年6月29日)ゲスト:レオ
- 第21回(2017年7月1日)ゲスト:週刊プレイボール、マイルドシュート、広田陽、鳥山大介、だいてつ
- 第22回(2017年7月4日)
- 第23回(2017年7月6日)
- 第24回(2017年7月6日)※当日2回目の放送
- 第25回(2017年7月8日)
- 第26回(2017年7月8日)※当日2回目の放送
- 第27回(2017年7月9日)
- 第28回(2017年7月12日)
- 第29回(2017年7月19日)

### 単独トークライブ
- Cross Talk(2017年2月8日 J-pop Cafe)

ゲスト:光永、梅村奈央、モリオカコウキ(WEARISTA)、kento(WEARISTA)

### ラジオ
- D.D.D（2022年8月29日 - 、FMとやま）-月1回放送、タナベマサキと共演

## 作品

### オリジナルソング
単独ライブの度に新曲を披露
- I LOVE YOU FOREVER
- 純情
- Re:スタート
- Weed da never give up